# Yuri Kawamura
Yuri Kawamura (川村 優理, Kawamura Yūri, Niigata, 17 mei 1989) is een Japans voetbalster.

## Carrière

### Clubcarrière
Kawamura begon haar carrière in 2002 bij Albirex Niigata. In 11 jaar speelde zij er 150 competitiewedstrijden. Ze tekende in 2013 bij JEF United Chiba. Daarna speelde zij bij Vegalta Sendai (2014–2016), Albirex Niigata (2017) en North Carolina Courage (2017–2018).

### Interlandcarrière
Kawamura maakte op 13 januari 2010 haar debuut in het Japans vrouwenvoetbalelftal tijdens een wedstrijd tegen Denemarken. Zij won met het Japans elftal het Aziatisch kampioenschap 2014. Zij nam met het Japans elftal deel aan de wereldkampioenschappen vrouwenvoetbal in 2015. Daar stond zij in twee wedstrijden van Japan opgesteld en Japan behaalde zilver op de Spelen. Ze heeft 32 interlands voor het Japanse elftal gespeeld en scoorde daarin twee keer.

## Statistieken
| Japans vrouwenvoetbalelftal | Japans vrouwenvoetbalelftal | Japans vrouwenvoetbalelftal |
| Jaar                        | Wed.                        | Dlp.                        |
| --------------------------- | --------------------------- | --------------------------- |
| 2010                        | 2                           | 0                           |
| 2011                        | 0                           | 0                           |
| 2012                        | 0                           | 0                           |
| 2013                        | 2                           | 0                           |
| 2014                        | 7                           | 1                           |
| 2015                        | 10                          | 1                           |
| 2016                        | 8                           | 0                           |
| 2017                        | 3                           | 0                           |
| Totaal                      | 32                          | 2                           |